# Pinkegat
Het Pinkegat is een zeegat tussen de waddeneilanden Ameland en Schiermonnikoog in de Nederlandse provincie Friesland. Het is een van de zeegaten die de Noordzee met de Waddenzee verbindt. 
Het zeegat ligt ten westen van zandplaat Het Rif en ligt in de gemeente Noardeast-Fryslân. Ameland ligt tussen het Pinkegat aan de oostkant en het Borndiep in het westen.

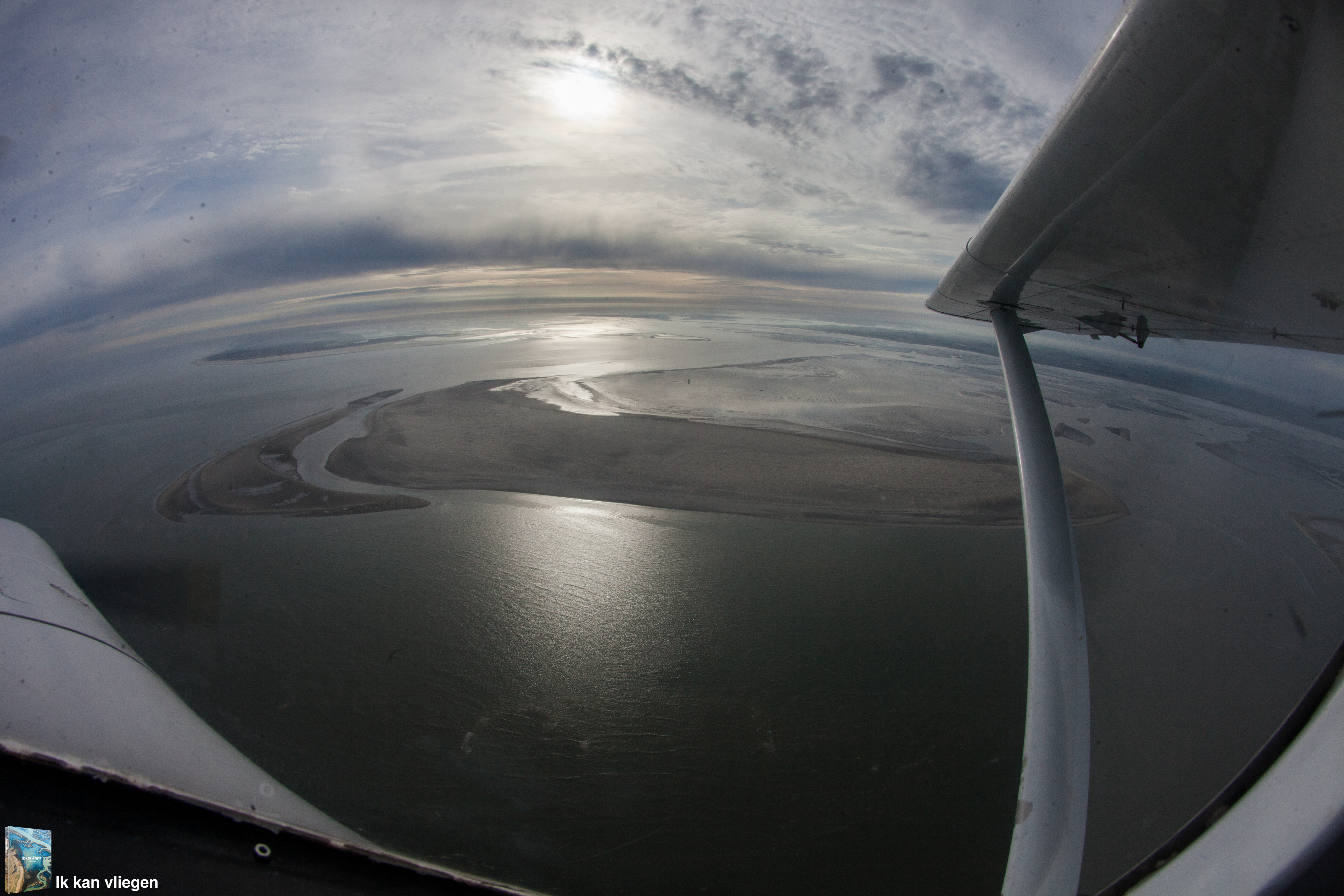
Luchtfoto van het Pinkegat en het Rif